# Milan Aleksić
Milan Aleksić (in serbo Милан Алексић?; Belgrado, 13 maggio 1986) è un ex pallanuotista serbo.

## Carriera
Di scuola Partizan, squadra con cui ha vinto sei titoli nazionali, sei Coppe di Serbia, due Euro Interliga, una LEN Champions League e una Supercoppa Europea, dalla stagione 2019-20 milita nella squadra spagnola del Barceloneta.
Con la calottina della nazionale serba ha conquistato due titoli mondiali e tre europei, oltre a un bronzo olimpico, una Coppa del Mondo, cinque World League e un oro ai Giochi del Mediterraneo.
Dal 2020 è membro del consiglio di amministrazione del Partizan Belgrado.

## Palmarès

### Club

#### Trofei nazionali
- Campionato serbo: 6

Partizan: 2006-07, 2007-08, 2008-09, 2009-10, 2010-11, 2011-12
- Coppa di Serbia: 6

Partizan: 2006-07, 2007-08, 2008-09, 2009-10, 2010-11, 2011-12
- Campionato ungherese: 3

Szolnok: 2014-15, 2016, 2017
- Coppa d'Ungheria: 3

Szolnok: 2014, 2016, 2017
- Campionato spagnolo: 2

Barceloneta: 2019-20, 2020-21
- Copa del Rey: 2

Barceloneta: 2020, 2021
- Supercopa de España: 1

Barceloneta: 2019

#### Trofei internazionali
- LEN Champions League: 2

Partizan: 2010-11
Szolnok: 2016-2017
- Supercoppa LEN: 2

Partizan: 2011
Szolnok: 2017
- Euro Interliga: 2

Partizan: 2009-10, 2010-11
- Tom Hoad Cup: 1

Partizan: 2011

### Nazionale
- Olimpiadi

Londra 2012: 
Rio de Janeiro 2016: 
Tokyo 2020: 
- Mondiali

Roma 2009: 
Kazan' 2015: 
Shanghai 2011: 
- Europei

Zagabria 2010: 
Eindhoven 2012: 
Budapest 2014: 
Belgrado 2016: 
- World League

Berlino 2007: 
Niš 2010: 
Firenze 2011: 
Čeljabinsk 2013: 
Bergamo 2015: 
Podgorica 2009 
- Coppa del Mondo

Oradea 2010